# 夏文達
菲利普·哈蒙德，兰尼米德的哈蒙德勋爵，PC（英語：Philip Hammond, Baron Hammond of Runnymede，1955年12月4日—），英國前政治家、保守黨員、下議院兰尼米德和韦布里奇选区议员。
夏文達生於英國埃塞克斯郡埃平。在牛津大学大学学院就读哲学、政治学和经济学专业，畢業後從商，1984年在一家医疗保健和护理公司任总监。1995至1997年任马拉维政府顾问。1997年英國大選，他當選英國下議院議員。2005年他被保守党领袖卡梅伦提拔进影子内阁，曾任保守黨影子就業及退休保障大臣（2005年－2007年）、影子財政部首席秘書（2007年－2010年）。
2010年英國大選，保守黨和自由民主黨的聯合政府上台後，出任運輸大臣并成为枢密院成员。2011年10月，原國防大臣霍理林因醜聞辭職，由夏文達接任國防大臣。2014年7月，英國首相卡梅伦改組內閣，夏文達由國防大臣升任外交及英聯邦事務大臣。2015年英國大選後，夏文達續任外交及聯邦事務大臣。
2016年7月，新任英國首相文翠珊籌組新內閣，夏文達改任財政大臣，原職位由鲍里斯·约翰逊接任，至因不滿约翰逊於2019年7月拜相而請辭，並與文翠珊一同退居後坐。2019年9月因議會表決時支持從同黨首相鲍里斯·约翰逊手中奪回議會議程控制權，因而被開除黨籍。

## 早年生活
哈蒙德出生在埃塞克斯的埃平，是土木工程师的儿子。他在埃塞克斯的布伦特伍德的设菲尔德学校（现在的设菲尔德高中）接受教育。他在牛津大学学院学习哲学、政治和经济学，并以一等文学士学位毕业。
哈蒙德于1977年加入医疗设备制造商斯皮伍德实验室有限公司，1981年成为斯皮伍德医疗有限公司的主管。他于1983年离任，1984年起担任城堡蜜酒有限公司的主管。
1993年到1995年，他是美国注册管理会计师认证的合伙人和顾问。他有许多商业利益，包括房地产、制造业、医疗保健、石油和天然气。他在拉丁美洲为世界银行进行了各种咨询任务，并且从1995年成为马拉维政府顾问直到1997年当选为国会议员。

## 早年政治生涯
哈蒙德自1989年起任东刘易舍姆选区保守党协会的主席，在任七年，1994年他参加了由工党把持的东北纽汉选区的补选，以11818票之差败于工党候选人斯蒂芬·蒂姆斯。1997年大选他在新创立的兰尼米德和韦布里奇选区当选。他以9875张多数票赢得这个席位，1997年6月17日在国会作首次发言。
在国会，他从1997年到环境、运输和区域事务委员会任职，直到他被威廉·黑格提拔为保守党卫生事务发言人。伊恩·邓肯·史密斯成为党领袖后，哈蒙德调任贸易和工业事务发言人。2002年，迈克尔·霍华德任党领袖，哈蒙德又改任影子地方政府和区域副大臣。
2005年大选后，霍华德提拔哈蒙德进入影子内阁任影子财政部首席秘书，当年12月戴维·卡梅伦当选保守党领袖，哈蒙德转任影子工作和养老金大臣，2007年戈登·布朗任首相，卡梅伦亦随之改组影子内阁，哈蒙德回任影子财政部首席秘书。

## 政府任职

### 运输大臣
2010年5月12日联合政府成立后，菲利普·哈蒙德被任命为交通运输大臣，任期至2011年10月14日。
2011年9月28日，他宣布政府将启动高速公路提速计划，将高速公路的速度限制从70英里提高到80英里，希望在2013年实行。。然而，这项计划预计会将高速公路车祸死亡率提高20%，而且保守党的女性选民也不支持，所以他的继任者放弃了这项计划。

### 国防大臣

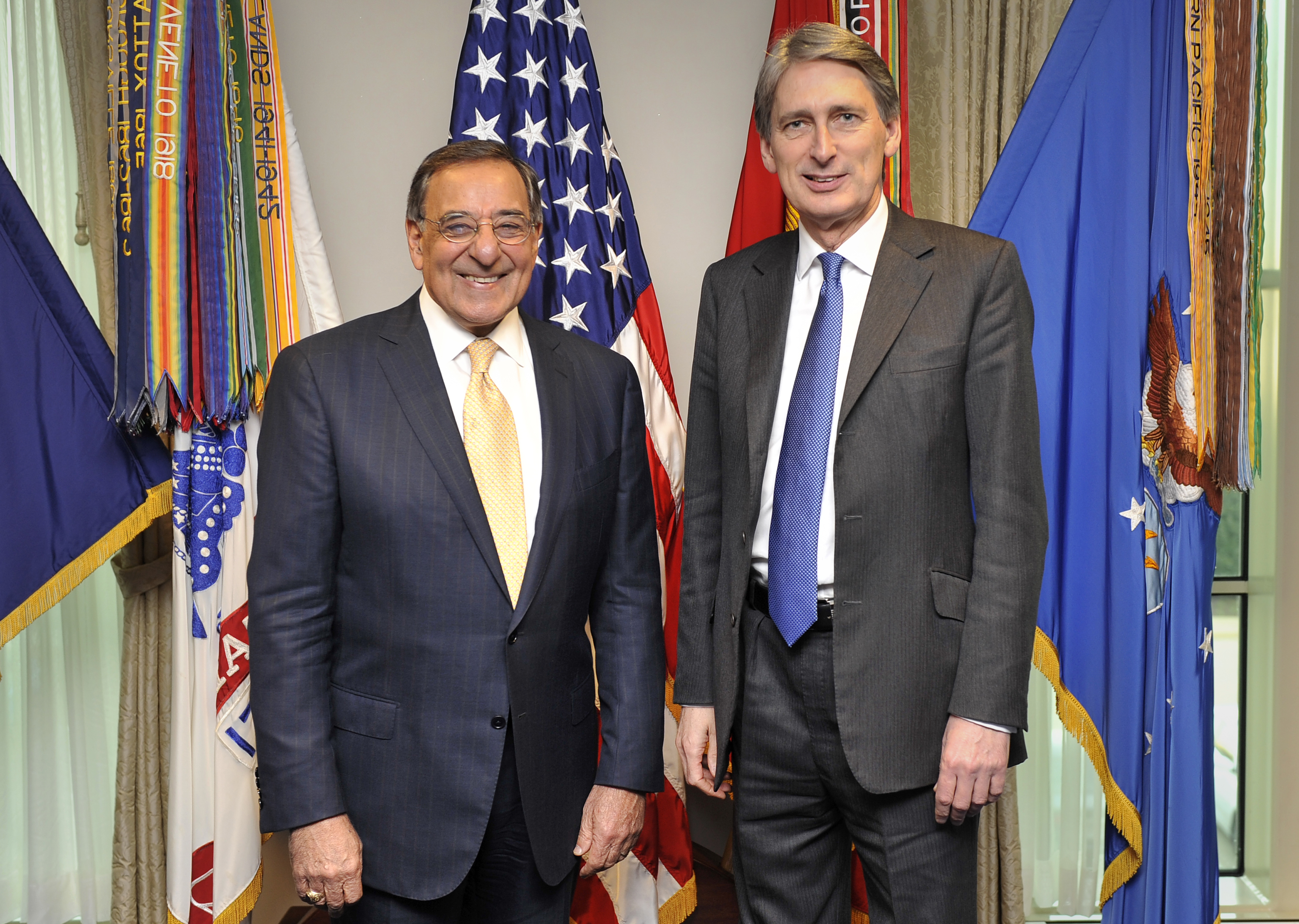
2012年1月，美國國防部長萊昂·帕內塔接見到訪的哈蒙德

2011年10月14日，利亚姆·福克斯辞职，哈蒙德继任国防大臣。作为国防部长，哈蒙德成为国家安全委员会的成员。
2011年12月，他宣布允许女性在皇家海军潜艇上服役。第一位女军官于2013年年底开始在前卫级核潜艇上执行任务。2015年时女性军官还会在机敏级核潜艇上服役，并担任更高级职务。英国在利比亚的军事活动花销也被确定，为2.12亿英镑，少于此前预计，包括6700万英镑用于更换废弹药，所有花销将由英国财政部的储备金支付。
2012年1月，国防部宣布武装部队第二轮裁员额4200人。陆军将削减多达2900个员额，包括400名廓尔喀士兵，而皇家空军将削减1000名成员，皇家海军最多削减300名。这项裁员行动旨在堵上前政府留下的380亿英镑国防预算亏空。哈蒙德说，政府“别无选择，只能减少武装部队的规模，同时重新优化配置以确保军队保持敏捷、适应性和有效性”。

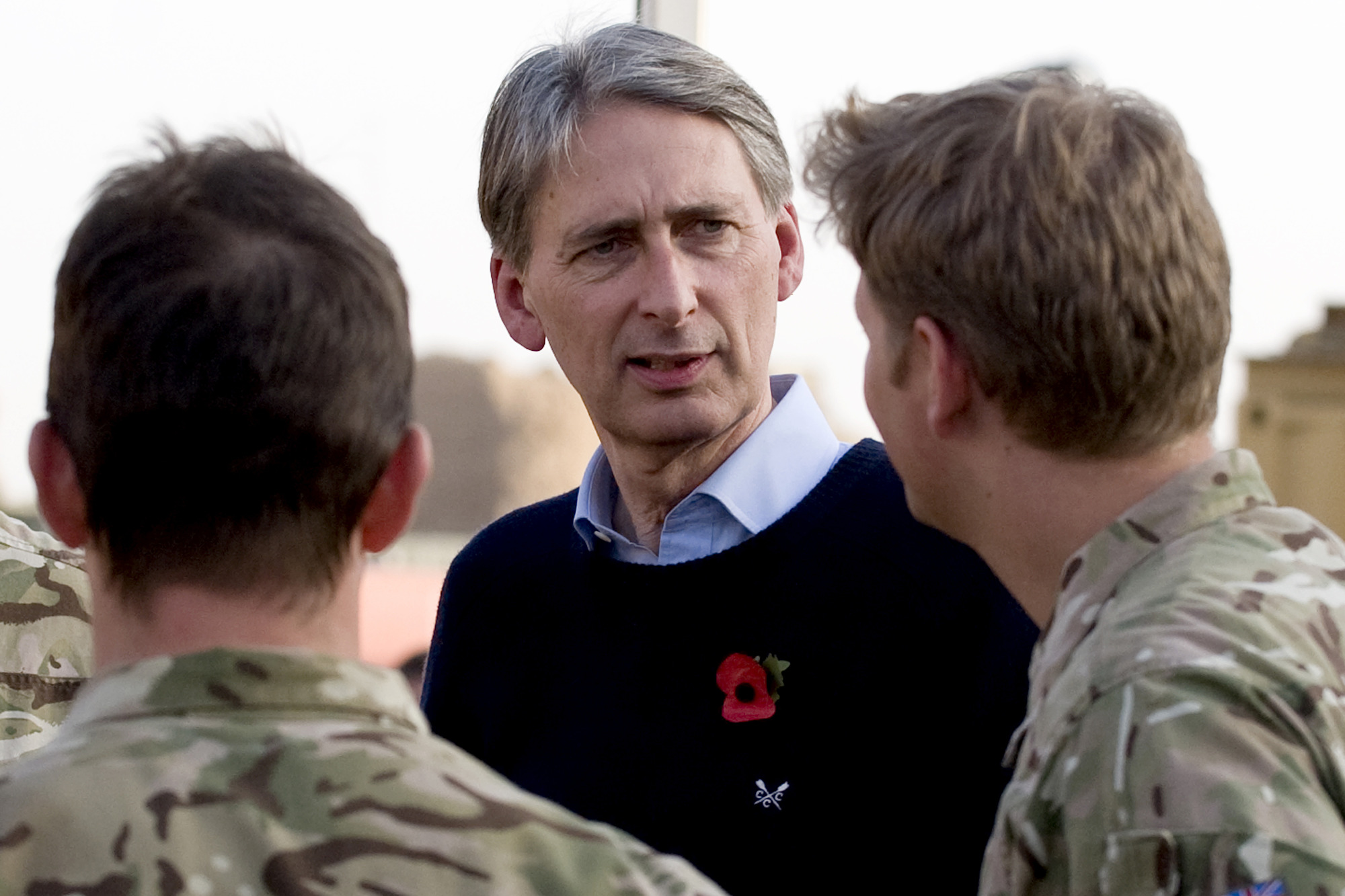
2013年3月，哈蒙德在阿富汗赫爾曼德省視察英國軍隊

哈蒙德在2012年2月表示，国防部380亿英镑的财政“黑洞”已经被“处理”，部门“无法糊口的日子过去了”。大臣们甚至省下了21亿英镑，计划用于几个主要项目，这会在未来几周内宣布。这笔钱来自过去两年的节省、与军火供应商讨价还价以及1%的国防预算增加。
2012年2月，哈蒙德说，福克兰群岛没有面临来自阿根廷方面的“现时可信的军事威胁”。他补充说，英国“没有欲望或意图使福克兰群岛周围的局势升温”。下议院演讲时，他说“与媒体的猜测相反，福克兰群岛最近没有军事力量的变化，没有证据表明目前福克兰群岛的安全面临任何明确的军事威胁，因此目前没有对军队部署进行重大改变的计划。”
2012年8月，哈蒙德宣布，军方的“顶层”高级职位（准将以上）将削减四分之一。大约有26个高级公务员和军官的职位将从2013年4月起合并进一个新机构中，这预计将为国防部每年节省380万英镑。
在2012年伦敦奥运会前四周，安全公司G4S宣布，它不能如数提供最初承诺部署的安保人员。哈蒙德解决了这个问题，部署5000名军人弥补了这个缺口。军人的表现受到广泛赞誉。

### 外交和英联邦事务大臣

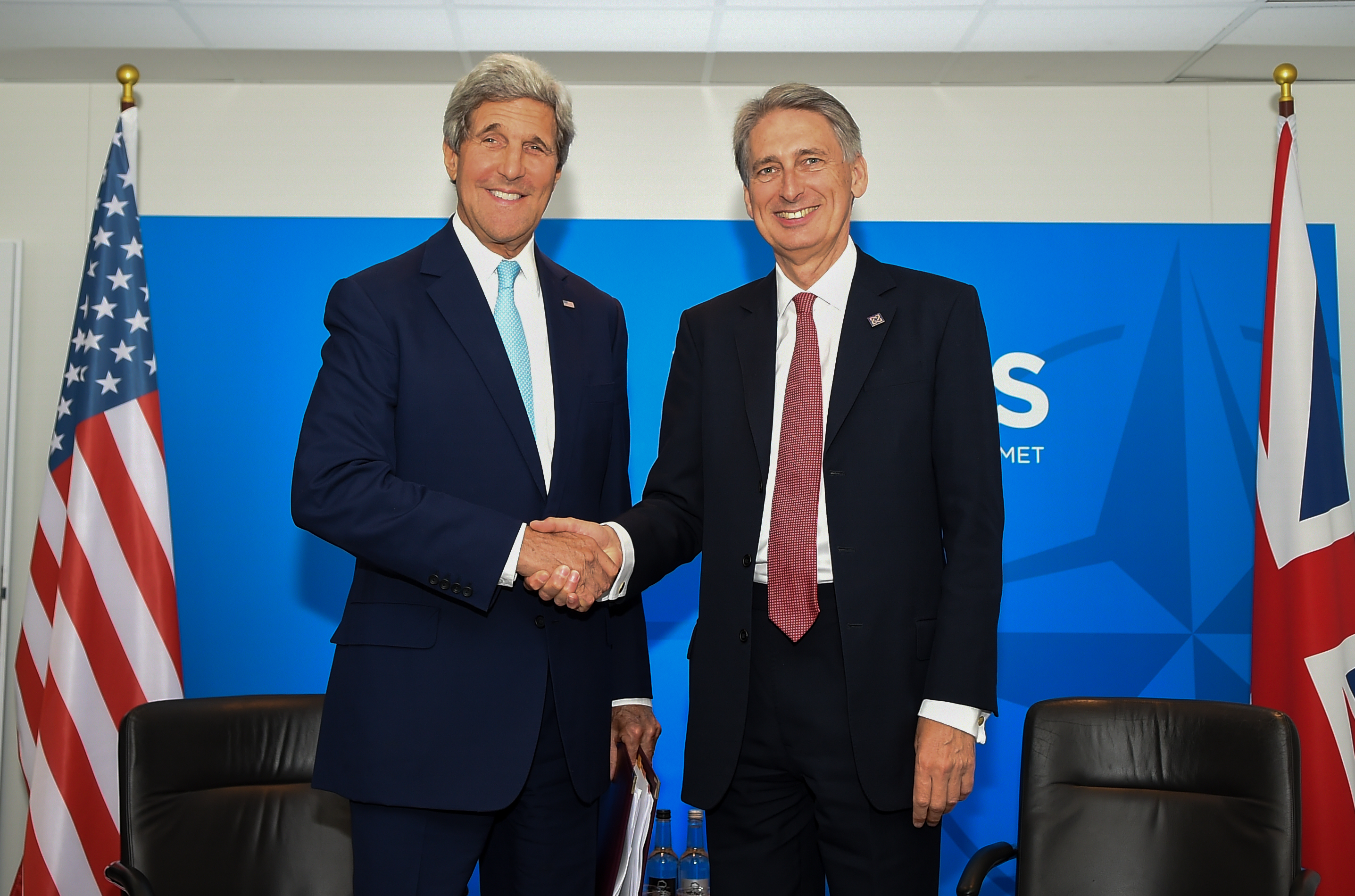
哈蒙德在2014年北約峰會上會見美國國務卿約翰·克里

2014年7月15日，哈蒙德被任命为外交和英联邦大臣。报纸突出报道了他的“欧洲怀疑主义者”的证据，他相信英国可以“改革”欧盟的协议。他说如果英国和欧洲的关系不改变，他会支持英国通过公投脱离欧盟。但卡梅伦首相重启与欧盟的谈判后，哈蒙德表示自己支持留在欧盟中。
2014年8月，哈蒙德说，他对突然辞职的自己的副手萨伊德·沃瑟感到惊讶，这在外交部的高层中产生了“巨大的不安”情绪。

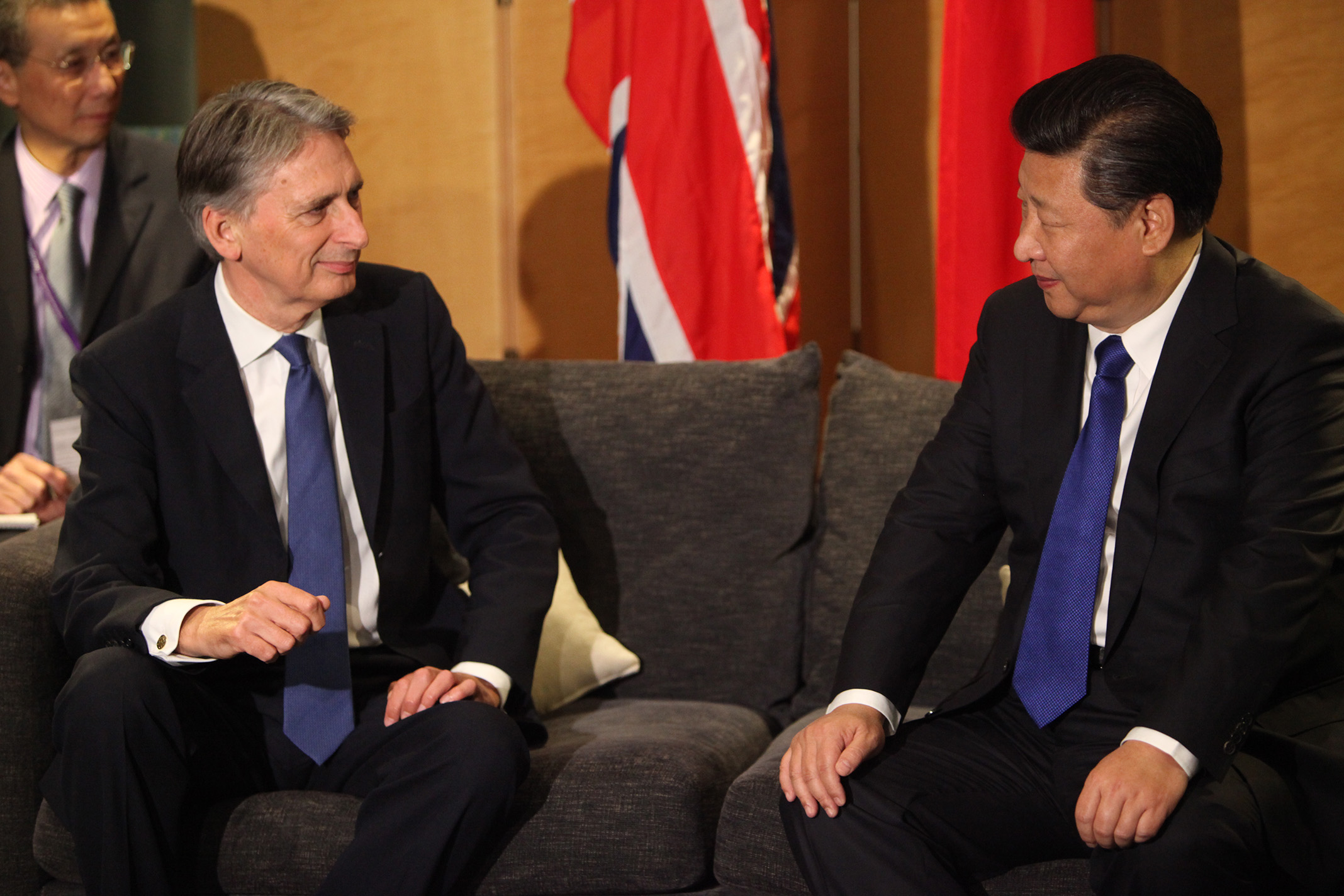
2015年10月，哈蒙德在倫敦歡迎到訪的中國國家主席習近平

2015年3月，哈蒙德说，英国将支持沙特阿拉伯主导的干预也门的军事行动，“但不会参与战斗。”

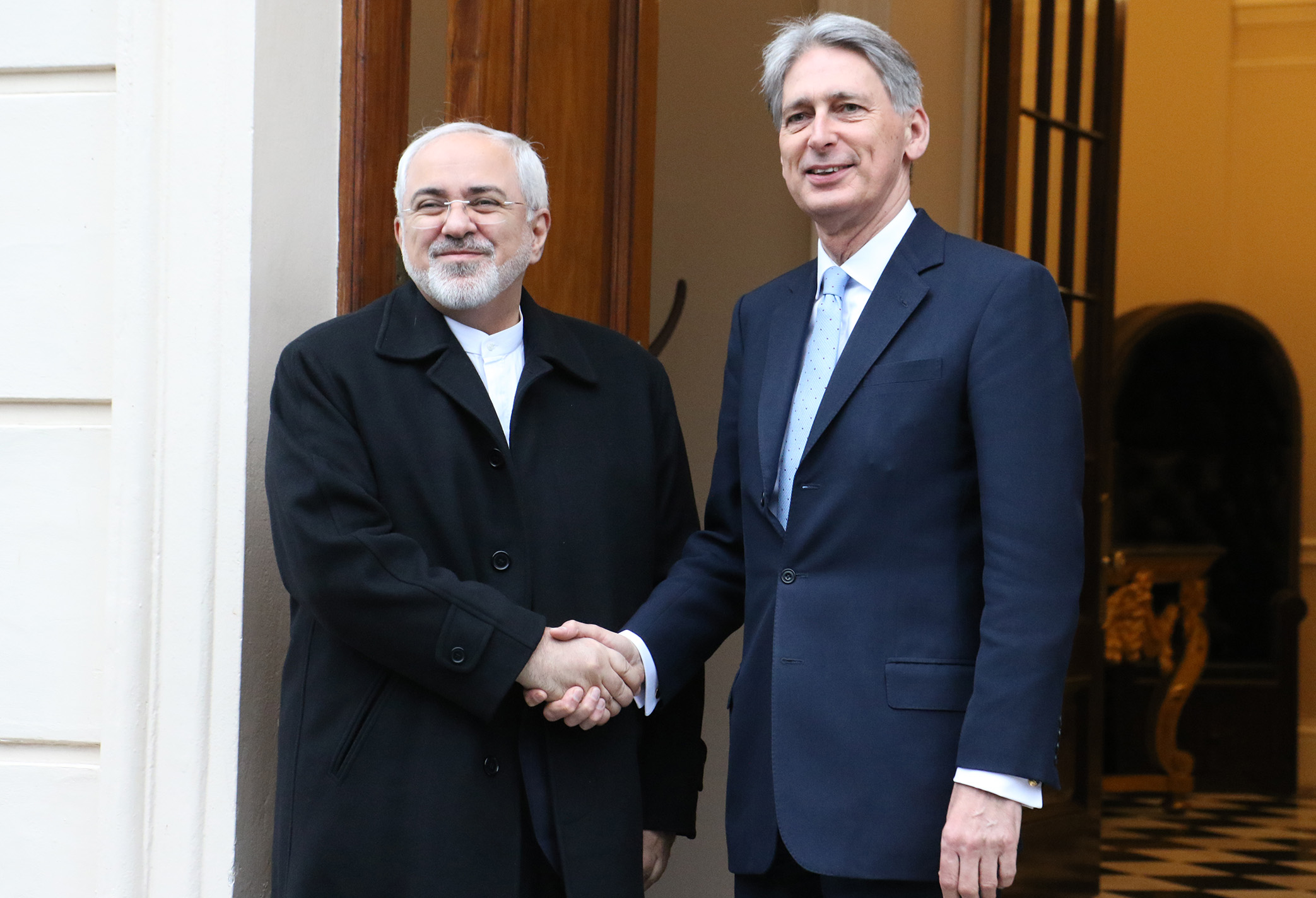
2016年2月，哈蒙德在倫敦會見伊朗外交部長穆罕默德·賈瓦德·扎里夫

2015年3月，作为主管秘密情报局（军情六处）的大臣，他提议恐怖分子的“辩护者”必须被谴责，“但是巨大的责任负担由那些辩护者们承担”。
2015年7月8日，哈蒙德谴责俄罗斯在联合国安全理事会对他的四页决议草案S / 2015/508 进行的打击，该决议草案将对波斯尼亚穆斯林在1995年斯雷布雷尼察大屠杀的遭遇定义为种族灭绝。安哥拉、中国、尼日利亚、委内瑞拉弃权，而草案是由约旦、立陶宛、马来西亚、新西兰、英国、美国提出的。俄罗斯驻联合国大使丘尔金批评英国的措辞是“富有对抗性和预设政治立场，特意突出波斯尼亚塞族人的暴行是不公正的，三个民族都是暴行的受害者。”哈蒙德回应说：“我们对纪念斯雷布雷尼察大屠杀二十周年的纪念决议被否决感到失望。”
2015年7月14日，经过几年艰苦谈判，伊朗核问题六方与伊朗就伊朗核计划达成协议。哈蒙德代表英国出席了在维也纳的联合全面行动计划签字仪式。第二天哈蒙德前往耶路撒冷向以色列总理内塔尼亚胡解释协议内容，并出席联合记者招待会，被描述为“紧张”。
哈蒙德称联合国发现朱利安·阿桑奇于2016年2月6日在厄瓜多尔驻伦敦大使馆被拘留的消息“荒谬”。联合国任意拘留问题特别报告员马兹·安德纳斯评论称“各国如此回应会破坏法治及对联合国的尊重”。
2015年10月，司法大臣迈克尔·戈夫取消了为沙特阿拉伯的监狱提供服务的价值590万英镑的合同，并说：“英国政府不应该协助一个使用斩首、石刑、火刑和绑扎作为刑罚手段的政权。外交大臣哈蒙德指控戈夫“天真”。
2015年11月哈蒙德因接受一位名叫谢赫·马里·穆巴拉克·马赫福兹·本·马赫福兹（Sheikh Marei Mubarak Mahfouz bin Mahfouz）的沙特阿拉伯商人的一块价值1950英镑的手表而被批评。这只手表是6月15日大宪章签订800周年的纪念仪式后作为礼物送给哈蒙德的。按照规定，大臣不能接受价值140英镑以上的礼品，但哈蒙德称这件事发生在他的选区而不是外交部，因此大臣收受礼品的禁令在这里不适用。工党议员约翰·曼评论道：“他到底在做什么？没有哪个议员应该接受价值将近2000英镑的礼物，现在他应该将其捐给慈善机构。”

### 财政大臣

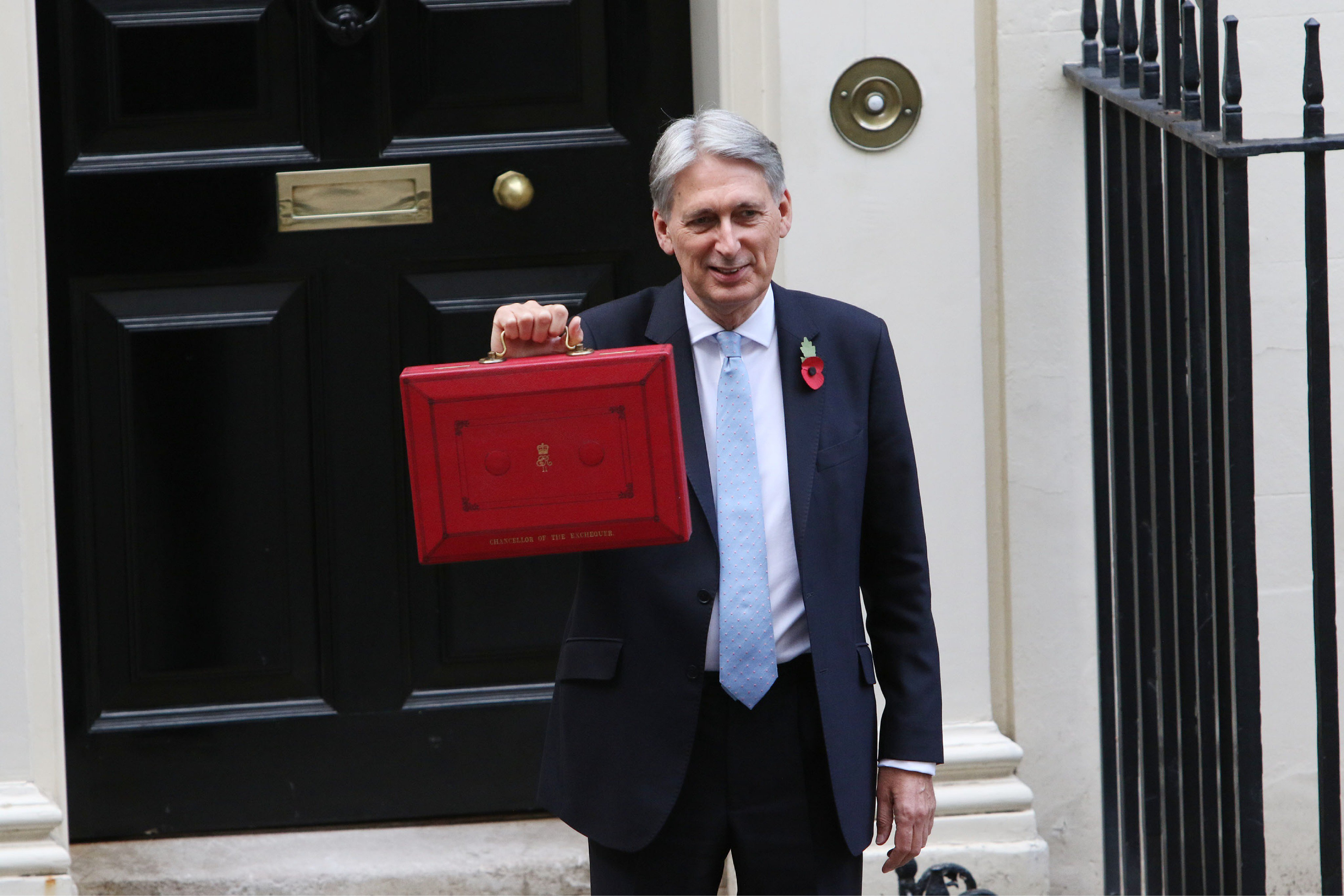
哈蒙德前往威斯敏斯特宫，公佈2018年度秋季財政預算

2016年7月13日，哈蒙德被新任首相特蕾莎·梅任命为财政大臣。
哈蒙德曾支持留在欧盟，但大局已定后他确认会支持英国退出欧盟，并说：“没有如果，没有但是，没有第二次公投，我们将离开欧盟。但同样明确的是英国人民未曾在6月23日的投票中选择更贫穷和更不安全的选项。”他会采取一切必要措施来保护经济，工作和生活水平。
在2016年10月，哈蒙德面临着企图“破坏英国脱欧”的指责，因为他敦促对控制移民的举措要谨慎，他被内阁同事批评“争论起来就像看什么都有风险的会计师”而不是推进脱欧计划。据了解，哈蒙德先生是上周在内阁脱欧委员会会议中敦促谨慎的声音之一，这个会议讨论了减少移民的新工作许可证的提议，在会议上，内政大臣安珀·路德提出了一项脱欧后签证制度的计划，这将迫使所有来自欧盟的工人证明他们在进入英国之前获得了熟练的工作技能。
根据《星期日泰晤士报》报道，哈蒙德的首要任务是确保英国金融业保留与欧盟单一市场的对接。2017年1月，他宣布，英国将离开单一市场，因为在英国脱欧公投后，继续遵守欧盟关于活动自由的所有规则在政治上是不可能的，还表示说他们会去追求一个“全面的自由贸易协定”。
哈蒙德在2017年3月的第一个预算案中增加了个体经营人士必须支付国民保险费的内容，尽管保守党在2015年大选宣言中承诺不增加国民保险。一个星期后，在本党后座议员的反对下，该政策被放弃。财政研究所赞成上涨国民保险费，称原来不加税的承诺不明智。“正如我们当时所说，这些承诺是愚蠢的。承诺不提高三大主要税收 - 所得税、国民保险和增值税 - 把你的手脚束缚到一个荒谬的程度。”政治记者乔治·伊顿坚持说这一承诺就是谈判的工具，因为当时保守党并不期望能完全执政。哈蒙德的预算延续了政府冻结福利的政策。
2017年大选后，哈蒙德暗示他可能在即将到来的秋季预算中放松紧缩政策。哈蒙德说：“显然我们不是聋哑人。我们收到了大选传递出的信息，我们需要找寻处理危机的对策。我明白在2008年经济危机后努力工作重建经济以使人们感到疲惫，我们必须或在现实中……我们从未承诺不加税。”
哈蒙德在2017年6月的演讲中表示，英国脱欧协议首先保证是就业和繁荣，这是英国经济能够摆脱长期紧缩局面实现强劲增长的唯一途径。他呼吁在2019年底谈判时间截止前，应将全面的贸易协定、过渡协议和保持边境开放做为英国退欧计划的三个要点。他说，如果谈判能达成有利营商的协议的话，人们会“长出一口气”。
2017年10月，哈蒙德将欧盟脱欧谈判代表称为“敌人”。不久之后，他为自己的言论遗憾。

### 離開政府
2019年7月，因不滿鮑里斯·約翰遜拜相而請辭，並與文翠珊一同退居後坐。他於8月與另外20名同黨議員聯署去信約翰遜，指控他企圖以不能被歐盟同意的條件要求重啟談判，以破壞出現新脫歐協議的機會。2019年9月3日，因支持奥利弗·莱特温提出的議案，讓議員而非政府控制下議院議事日程，以阻止無協議脫歐而即日遭開除保守黨黨籍。

## 政治观点

### 2008年金融危机
2012年5月，哈蒙德说，银行并不应该对2008年金融危机负责，因为“他们必须借钱给一些人”。哈蒙德说，贷款人都是“成年人”，在这种情况下，人们要为自己的行为负责。

### 同性婚姻
2012年5月，哈蒙德说同性婚姻是“太有争议”。2013年1月，在访问伦敦皇家哈洛威学院期间，他把即将要提交的同性婚姻法与社会不可接受的一些行为放在一起，与乱伦罪相较。在粉红新闻采访他时他澄清自己的言论，哈蒙德在电子邮件上写道：“讨论范围非常广泛，并不限于同性关系。”
2013年5月，哈蒙德作为弃权的四名内阁大臣之一，不赞成同性恋婚姻。哈蒙德公开批评时任首相卡梅伦对《2013年婚姻（同性伴侣）法》的态度，在2013年11月说，他被这项法律通过的速度“震惊”，这“损害”保守党的。

## 私人生活
菲利普·哈蒙德与苏珊·威廉姆斯-沃克在1991年6月29日结婚，他们育有二女一子，定居于萨里郡森德村，另一个家在伦敦。2009哈蒙德财产估计在900万英镑。